# Станнид дикальция
Станнид дикальция — бинарное интерметаллическое неорганическое соединение
кальция и олова
с формулой Ca2Sn,
кристаллы.

## Получение
- Сплавление стехиометрических количеств чистых веществ:

{\displaystyle {\mathsf {2Ca+Sn\ {\xrightarrow {1122^{o}C}}\ Ca_{2}Sn}}}

## Физические свойства
Станнид дикальция образует кристаллы
ромбической сингонии,
пространственная группа P bnm,
параметры ячейки a = 0,9562 нм, b = 0,7975 нм, c = 0,5044 нм, Z = 4,
структура типа дихлорида свинца PbCl2
.
Соединение конгруэнтно плавится при температуре 1122°С .